# West Mebon

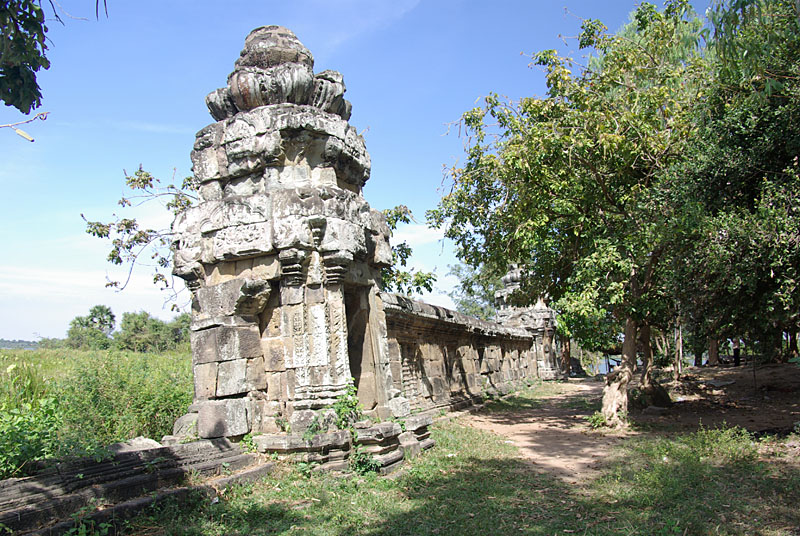
Tây Mebon

Tây Mebon là một ngôi đền ở Angkor, Campuchia, nằm ở trung tâm của Tây Baray, hồ chứa nước lớn nhất ở khu vực Angkor. Người ta không rõ thời gian chính xác của việc xây đền nhưng các bằng chứng cho thấy nó có thể được xây vào thế kỷ 11 trong thời vua Suryavarman I hay Udayadityavarman II. Trong mùa khô, người ta có thể đi đến ngôi đền này bằng đường bộ nhưng trong mùa mưa thì mực nước hồ là 7800 m thì ngôi đền này lại nằm trên một hòn đảo. Các nhà kiến trúc Khmer đã bố trí hào xung quanh thể hiện biển tự tạo Hindu, và ngôi đền trong tựa như đang nằm giữa biển. Ngôi đền được xây theo một kiến trúc hình vuông có cạnh 100×100 m.